# Kreisbahn Leer–Aurich–Wittmund
De Kreisbahn Leer–Aurich–Wittmund(afgekort WAL) was een spoorwegonderneming in Duitsland die gebruik maakte van smalspoor met een spoorbreedte van 1000 mm. De onderneming werd na faillissement voortgezet onder de naam Kleinbahn Leer–Aurich–Wittmund (afgekort LAW) en reed van Leer via Aurich naar Esens en Bensersiel. Er was ook een aansluitverbinding van Ogenbargen naar Wittmund. Deze spoorlijn ontsloot het Oost-Friese binnenland en zorgde voor goederenvervoer. In de volksmond werd de Kleinbahn "Jan Klein" genoemd. De opvolger van het personenvervoer Verkehrsbetriebe Kreisbahn Aurich heeft de merknaam Jan Klein op hun voertuigen staan.

## Geschiedenis

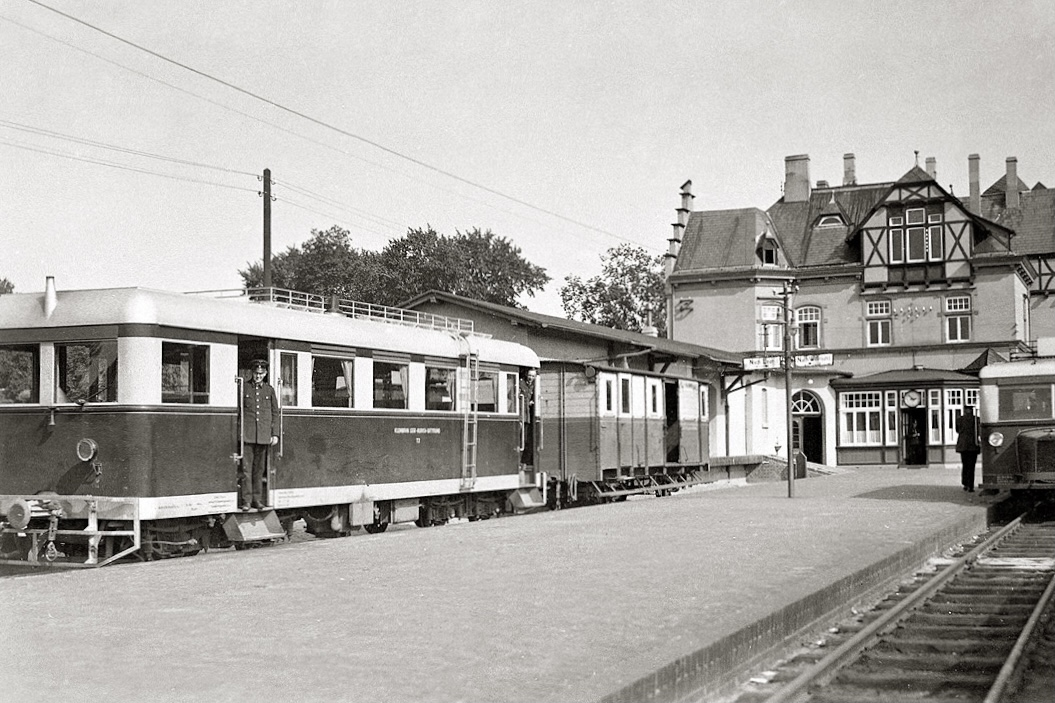
LAW Motorrijtuig in Station Aurich in jaren '1930.

In 1898 werd de Kreisbahn Leer–Aurich–Wittmund opgericht; reeds een jaar later werd het eerste trajectdeel tussen Wittmund en Aurich geopend. Tot 1909 groeide het net tot rond 85 kilometer, waardoor de Kreisbahn een van de grootste Kreisbahnen in Noordwest-Duitsland werd. In het jaar 1930 werd de onderneming failliet verklaard. In 1931 werd de Kleinbahn Leer–Aurich–Wittmund opgericht met doel de activiteiten van de Kreisbahn Wittmund–Aurich–Leer voort te zetten.
De bedrijfsvoering werd vanaf 1933 door de Landeskleinbahnamt Hannover uitgevoerd. Vanaf 1 oktober 1959 nam de Bentheimer Eisenbahn de bedrijfsvoering over. In 1964 werd de onderneming vernieuwd en verscheen een nieuwe firma: Kreisbahn Aurich. De laatste personentrein reed in 1967 en de laatste goederentrein reed in 1969. Kort daarop werden de sporen opgebroken. De Kreisbahn Aurich GmbH verzorgt nu met bussen het personenvervoer, ook langs de voormalige spoorlijn. Het voormalige spoortracé doet nu dienst als wandelroute voor de Ostfriesland wanderweg.
Vanaf de start in 1899 was de spoorbreedte 1000 mm. Vanaf 1940 is het gedeelte tussen Wittmund en Wittmundshafen omgespoord naar normaalspoor ten behoeve van het militaire vliegveld. Na de Tweede Wereldoorlog is ook het resterende gedeelte tussen Wittmundshafen en Ogenbargen omgespoord.

## Trajecten
In de volgende stations bestaat aansluiting op de Staatsbahn:
- Hannoversche Westbahn
  - Leer: spoorlijn Hamm - Emden
- Großherzoglich Oldenburgische Eisenbahn
  - Leer: spoorlijn Oldenburg - Leer
- Ostfriesische Küstenbahn
  - Aurich: spoorlijn Abelitz - Aurich
  - Esens en Wittmund: spoorlijn Emden - Jever, opgebroken tussen Dornum en Esens

## Goederenvervoer
Voor het vervoer van normaalsporige goederenwagens werd in Esens, Wittmund, Aurich en in Leer een rolbokinstallatie gebouwd. De goederenwagens konden te Esens, Wittmund en Aurich worden uitgewisseld met het net van de Ostfriesische Küstenbahn en konden te Leer worden uitgewisseld met het net van de Hannoversche Westbahn / Großherzoglich Oldenburgische Eisenbahn.

## Voertuigen
Het bedrijf werd in 1899 met zes tweeassige stoomlocomotieven van de firma Hagans geopend. Later kwamen nog acht locomotieven van verschillende types naar de Kleinbahn, de laatste in 1941 uit Bayern. In 1935 werd voor het personenvervoer een treinstel overgenomen.
Pas na de Tweede Wereldoorlog kwamen er diesellocomotieven bij de Kleinbahn. In 1965 werd de laatste stoomlocomotief terzijde gesteld. In 1967 werd een grote diesellocomotief als D8 van de Alsen'schen Potland-Cementwerke in Lägerdorf van het MaK-type 400 BB overgenomen. Eerst werd deze locomotief bij Schöma omgespoord van 860 mm naar 1000 mm (meterspoor). Door schade aan een koppeling werd deze locomotief in 1969 buiten dienst gesteld. Deze locomotief is tegenwoordig nog actief als 241 bij de Rhätische Bahn in Zwitserland.